# الاستضافة المشتركة لمواقع الويب
خدمة الاستضافة المشتركة (بالإنجليزية: Shared web hosting service) هي ان يستضيف خادم ويب مجموعة من مواقع الإنترنت بحيث تشترك هذه المواقع بموارد الخادم من أجل تقليل تكلفة استضافة هذه المواقع على شبكة الانترنت وقد يحتوي السيرفر الواحد المخصص للاستضافة المشتركة على عدة مواقع تترواح من بضعة مواقع وقد تصل إلى آلاف المواقع وهذا يعتمد على مواصفات خادم الوب وطبيعة المواقع المطلوب استضافتها.
في الاستضافة المشتركة، يكون الموفر مسؤولًا بشكل عام عن إدارة الخوادم، وتثبيت برنامج الخادم، والأمان، والدعم الفني، وجوانب أخرى من الخدمة. تعتمد معظم الخوادم على نظام التشغيل لينكس. ولكن يقدم بعض الموفرين حلولًا قائمة على نظام Microsoft Windows.

## سلبيات الاستضافة المشتركة
تكون الاستضافة المشتركة مفيدة للمستخدمين الذين لا يرغبون في التعامل مع الامور التقنية أو الذين يريدون استضافة مواقعهم بأقل تكلفة، ولكنها تشكل عائق أمام المستخدمين المتقدمين الذين يريدون المزيد من التحكم. بشكل عام، ستكون الاستضافة المشتركة غير مناسبة للمستخدمين الذين يحتاجون إلى تطوير تطبيقات ويب كبيرة أو يمتلكون مواقع ذات حركة مرور كبيرة.
عادةً ما تحتوي الاستضافة المشتركة على حدود استخدام ويجب لذلك عندما يبدأ موقعك في تلقي مستويات أعلى من المزوار ستبدأ في ملاحظة تدهور أداء موقعك. بالإضافة إلى ذلك يمكن ان تتسبب المواقع الأخرى المستضافة على نفس الخادم في اثقال الخادم واستهلاك موارده.
في بعض الاحيان النادرة قد تشكل المواقع المستضافة على نفس الخادم خطر على بعضها. خاصة لو كان مزورد خدمة الاستضافة المشتركة لا يقوم بحماية سيرفراته بشكل جيد.